# Грабман, Мартин
Ма́ртин Гра́бман (англ. Martin Grabmann; 5 января 1875, Винтерцхофен, Бавария — 9 января 1949, Айхштет) — немецкий теолог и исследователь истории схоластики.

## Биография
После получения богословского и философского образования в семинарии Айхштатта в 1898 году он был рукоположен в сан священника.
В 1900 он был послан в Рим для получения дальнейшего образования со специализацией по средневековому богословию. В 1902 году за сочинение «Учение св. Фомы Аквинского о Церкви как деле Божием» (Die Lehre des hl. Thomas von Aquin von der Kirche als Gotteswerk, Ratisbon 1903) получил степень доктора богословия в Колледже св. Фомы. После прохождения обучения в Риме он был назначен приходским священником В Айхштет, где продолжил свои исследования и публикации. В конечном итоге его стремление к научной деятельности было оценено, и он был призван к академической карьере. Грабман становится профессором догматики в Айнштатте (1906—1913), христианской философии Венского университета (1913—1918) и догматики Мюнхенского университета (1918—1939; 1945—1948). Благодаря кропотливым исследованиям оригинальных материалов, он открыл утерянные работы Сигера Брабантского, Альберта Великого, Петра Испанского, Боэция Шведского, Пьера Абеляра и Мейстера Экхарта.
Главный интерес Грабмана был сконцентрирован на сочинениях Фомы Аквинского, развитии схоластики, аристотелизма, томизма и немецкого мистицизма. Грабман получил степень почётного доктора университетов Лувена, Иннсбрука, Милана и Будапешта.
Членкор Американской академии медиевистики (1928).
В 1935 году Пий XII сделал его апостольским протонотарием.
В 1954 году его ученик М. Шмаус основал в Мюнхенском университете институт Грабмана по изучению средневековой философии и богословия.